# سیم جی-یونگ
سیم جی-یونگ (انگلیسی: Sim Jae-young؛ متولد ۱۴ سپتامبر ۱۹۹۵) یک تکواندوکار کره جنوبی است. او در دسته سبک‌وزن، در سالهای ۲۰۱۷ و ۲۰۱۹ دو بار قهرمانی جهان را بدست آورده‌است.